# Russisch-Schwedischer Krieg (1788–1790)
Hogland – Porrassalmi – Uttismalm – Kaipiais – Parkumäki – Öland – Svensksund (1) – Elgsö – Baltischport – Valkeala – Pardakoski–Kärnakoski – Reval – Fredrikshamn – Keltis – Savitaipal – Kronstadt – Uransari – Björkösund – Wyborg – Svensksund (2)
Der Russisch-Schwedische Krieg von 1788 bis 1790 (russisch Русско-шведская война 1788–1790; schwedisch Rysk-svenska kriget 1788–1790) wurde mit dem Friedensschluss von Värälä beendet. Der Russisch-Schwedische Krieg war verbunden mit dem Russisch-Österreichischen Türkenkrieg (1787–1792) und dem Dänisch-Schwedischen Krieg (1788).

## Motive
Der schwedische König Gustav III. entschied sich 1788, einen neuen Krieg gegen Russland zu beginnen. Seine Motive waren vielfältig. Mit einem Sieg über seine Cousine Katharina II. versprach er sich eine Verbesserung seines innenpolitischen Ansehens in Schweden. Außerdem sollten durch den Krieg die finanzielle Lage des Landes verbessert und der Ruhm der schwedischen Armee vergrößert werden. Schließlich wollte er die militärische Schmach Schwedens im Siebenjährigen Krieg wettmachen. Wenn möglich sollten territoriale Gewinne in den Gebieten erzielt werden, die Schweden 1721 im Frieden von Nystad und 1743 im Frieden von Turku an Russland hatte abtreten müssen. Darüber hinaus sollte dem russischen Einfluss auf die schwedische Innenpolitik ein Ende bereitet werden.

## Kriegsbeginn
Obwohl in Schweden seit Gustavs staatsstreichartiger Abschaffung des Parlamentarismus 1772 wieder der aufgeklärte Absolutismus herrschte, musste der König auf die Widerstände im schwedischen Adel Rücksicht nehmen und versuchen, starke kritische Stimmen durch einen geschickten Kriegsbeginn auf seine Seite zu ziehen. Er vermutete zu Recht in der schwedischen Bevölkerung und im schwedischen Militär eine ablehnende Haltung gegenüber einem Waffengang mit Russland.
Am 28. Juni 1788 begann der Krieg mit einer Inszenierung, bei der schwedische Soldaten in nachgemachten russischen Uniformen bei Puumala schwedisches Territorium beschossen. Danach sollte Russland die Schuld an diesem Zwischenfall in die Schuhe geschoben werden.
Insgeheim sahen die Großmächte Großbritannien, Niederlande und Preußen den Kriegsausbruch mit Wohlwollen. Sie erhofften sich eine Schwächung Russlands, das im 1787 ausgebrochenen Krieg gegen das Osmanische Reich bereits einige militärische Erfolge erzielt hatte. Schweden schloss seinerseits am 11. Juli 1789 ein Bündnis mit dem Osmanischen Reich, um Russland so in einen Zweifrontenkrieg verwickeln zu können.

## Liikala-Memorandum
Schon kurz nach Kriegsbeginn verfassten im August 1788 hohe schwedische Offiziere in Finnland das sogenannte Liikala-Memorandum, das sich gegen die Politik Gustavs wandte. Wenige Tage später unterzeichneten 113 schwedische Militärs des oppositionellen Anjalabundes einen Brief an den König, in dem sie ihre Unterstützung für das Memorandum zum Ausdruck brachten. Darin erklärten sie den Krieg für ungesetzlich und sprachen sich für einen Verhandlungsfrieden mit Russland aus. Sie forderten die Einberufung eines Reichstags. Gustav III. sah darin Hochverrat und ließ die meisten Anführer der Verschwörung zum Tode verurteilen. Das Urteil wurde allerdings nur an einem Mann vollstreckt. Einige wurden auf die seit 1784 schwedische Karibik-Insel Saint-Barthélemy deportiert oder später begnadigt.

## Kriegseintritt Dänemarks und der Preiselbeerkrieg
Im August 1788 kündigte Dänemark-Norwegen seine Neutralität auf und trat als Verbündeter Russlands in den Krieg ein. Der dänische König Christian VII. erfüllte damit seine Verpflichtungen aus dem militärischen Beistandspakt aus dem Jahr 1773 (Vertrag von Zarskoje Selo) gegenüber der russischen Zarin.
Am 24. und 25. September 1788 fielen etwa 10.000 dänische Soldaten, hauptsächlich norwegische Truppen, unter dem Befehl von Prinz Karl von Hessen-Kassel im nördlichen Teil des Bohuslän ein. Auch der dänische Kronprinz Friedrich (später König Friedrich VI.) war auf dem Feldzug dabei. Die wenigen schwedischen Verteidiger zogen sich zurück.
Zum ersten größeren Zusammentreffen zwischen schwedischen und norwegischen Truppen kam es am 29. September 1788 im Gefecht bei der Brücke von Kvistrum (im heutigen Ort Munkedal in der Mitte von Bohuslän), ungefähr 30 km nördlich von Uddevalla. In der Schlacht wurden 800 schwedische Soldaten von der überlegenen norwegischen Armee eingekesselt. Der Kampf dauerte nur 45 Minuten und endete mit der schwedischen Kapitulation. Auf beiden Seiten fielen je 5 Soldaten, 61 Schweden und 16 Norweger wurden verwundet. Am 30. September nahmen dänische und norwegische Truppen fast kampflos Uddevalla ein, am 3. Oktober Vänersborg und später Åmål.
Am 6. Oktober begannen die dänischen Truppen mit der Belagerung Göteborgs und forderten die Kapitulation der Stadt. König Gustav III. erhielt in Mariestad die Nachricht vom Ergebnis der Schlacht bei Kvistrum. Er begab sich sofort nach Göteborg, das er um Mitternacht vom 3. auf den 4. Oktober erreichte. Die Ankunft des Königs erhöhte den Verteidigungswillen der Stadt, Gustav lehnte eine Kapitulation kategorisch ab.
Unmittelbar danach gelang es der schwedischen Diplomatie mit britischer Unterstützung, Dänemark für eine nachgiebige Haltung gegenüber Schweden zu gewinnen. Am 9. Oktober 1788 schlossen beide Staaten einen Waffenstillstand. Er galt zunächst für acht Tage, wurde auf vier Wochen und schließlich bis zum 1. Mai 1789 verlängert. Am 12. November 1788 zogen sich die dänischen Truppen über die Grenze nach Norwegen zurück. Am 9. Juli 1789 erklärte sich Dänemark (auch auf Druck Großbritanniens, Preußens und der Niederlande hin) im Krieg zwischen Schweden und Russland für neutral.
In der schwedischen Geschichte ist der Konflikt zwischen Schweden und Dänemark als der „Theaterkrieg“ (schwedisch Teaterkriget) bekannt, weil die theatralischen Einschläge des Krieges über die eigentlichen Streitigkeiten dominierten. In Norwegen ist der Krieg unter dem Namen „Preiselbeerkrieg“ (norwegisch Tyttebærkrigen) bekannt, da die zurückkehrenden norwegischen Truppen nur wenige Lebensmittel bei sich hatten und sie deshalb gezwungen waren, sich durch das Pflücken von Beeren selbst zu versorgen. Wegen dieser schrecklichen Bedingungen starben etwa 1500 Männer aus der norwegischen Armee an verschiedenen Krankheiten.

## Kriegsverlauf
Sehr viel blutiger verlief der bewaffnete Konflikt zwischen Schweden und Russland. Im Verlauf des Krieges kam es vor allem in Finnland zu neun größeren Feldschlachten zwischen dem schwedischen und dem russischen Heer:
| Datum            | Feldschlacht                    | Sieger   |
| 13. Juni 1789    | Erste Schlacht bei Porrassalmi  | Schweden |
| 19. Juni 1789    | Zweite Schlacht bei Porrassalmi | Schweden |
| 28. Juni 1789    | Schlacht bei Uttismalm          | Schweden |
| 15. Juli 1789    | Schlacht bei Kaipias            | Russland |
| 21. Juli 1789    | Schlacht bei Parkumäki          | Schweden |
| 29. April 1790   | Schlacht bei Valkeala           | Schweden |
| 6. Mai 1790      | Schlacht bei Korhois            | Russland |
| 19./20. Mai 1790 | Schlacht bei Keltis             | Schweden |
| 4. Juni 1790     | Schlacht bei Savitaipale        | Russland |

Daneben fanden sieben Seeschlachten zwischen Schweden und Russland statt, ohne dass Schweden allerdings sein militärisches Hauptziel, die Belagerung und Beschießung Sankt Petersburgs, erreichen konnte:
| Datum               | Seeschlacht                                | Sieger                                    |
| 17. Juli 1788       | Schlacht bei Hogland                       | Russland                                  |
| 26. Juli 1789       | Schlacht an der südlichen Landzunge Ölands | unentschieden                             |
| 15. August 1789     | Schlacht bei Korkiansaari                  | unentschieden                             |
| 24./25. August 1789 | Erste Schärenschlacht am Svensksund        | Russland                                  |
| 13. Mai 1790        | Schlacht bei Reval                         | Russland                                  |
| 15. Mai 1790        | Schärenschlacht bei Fredrikshamn           | Schweden                                  |
| 3. Juni 1790        | Schlacht bei Kronstadt                     | unentschieden, taktischer russischer Sieg |
| 3. Juli 1790        | Spießrutenlauf von Wyborg                  | Russland                                  |
| 9./10. Juli 1790    | Zweite Schärenschlacht am Svensksund       | Schweden                                  |

Besonders die Zweite Schärenschlacht am Svensksund im Finnischen Meerbusen vor Kotka wurde zu einer Katastrophe für Russland, das zwischen 7.400 und 14.000 Mann sowie ein Drittel seiner Flotte verlor. Es war der größte militärische Erfolg in der Geschichte der schwedischen Marine. Kurz danach sandte Alexander Besborodko, der starke Mann der russischen Außenpolitik, Friedenssignale nach Stockholm.

## Friedensschluss
Gegen Ende des Sommers 1790 erreichte auch in Schweden die Kriegsmüdigkeit einen entscheidenden Punkt. Beide Seiten sahen keine Möglichkeit mehr, entscheidende Erfolge im Krieg zu verbuchen. Am 14. August 1790 unterzeichneten Schweden und Russland den Frieden von Värälä. Er sah keine territorialen Veränderungen vor. Alle Kriegsgefangenen sollten bedingungslos freigelassen werden. Schweden erhielt einige kleine wirtschaftliche Vorteile im Handel mit russischen Häfen. Russland verzichtete auf eine Einmischung in die schwedische Innenpolitik.

## Ergebnis
Auf schwedischer Seite sollen während des Krieges 21.000 Soldaten sowie 29.000 Zivilisten ums Leben gekommen sein. Die russischen Verluste sind unbekannt. Letztlich blieb der Krieg für Russland wie für Schweden weitgehend folgenlos. Das Engagement Katharinas II. richtete sich ohnehin hauptsächlich gegen das Osmanische Reich. Europa selbst war mehr mit den revolutionären Bewegungen in Polen und Frankreich beschäftigt.
Gustav III. schloss 1791 sogar einen Freundschaftsvertrag mit Russland, um – von Preußen und Österreich unterstützt – einen abenteuerlichen Zug für das monarchische Prinzip gegen die Französische Revolution zu unternehmen, was sich allerdings wegen innerschwedischer Widerstände nicht realisieren ließ. Er selbst wurde 1792 in der Königlichen Oper von Stockholm ermordet.